# Monte Sellery
Il Monte Sellery (in lingua inglese: Mount Sellery) è una prominente montagna antartica, alta circa 3.895 m, situata tra il Monte Oliver e il Monte Smithson, nelle Prince Olav Mountains, catena montuosa che fa parte dei Monti della Regina Maud, in Antartide. 
Fu scoperto e fotografato il 18 novembre 1929 dall'esploratore polare statunitense Byrd durante il suo volo per costituire una base al Polo Sud. Il monte fu ispezionato dal geofisico Albert P. Crary (1911–1997) nel 1957-58.
La denominazione è stata assegnata dallo stesso Crary in onore di Harry Sellery, dell'U.S. National Bureau of Standards, che era Antarctic Project Leader (responsabile dei progetti antartici) per gli studi sulla ionosfera nel periodo 1957-60 .